# Yacatecuhtli

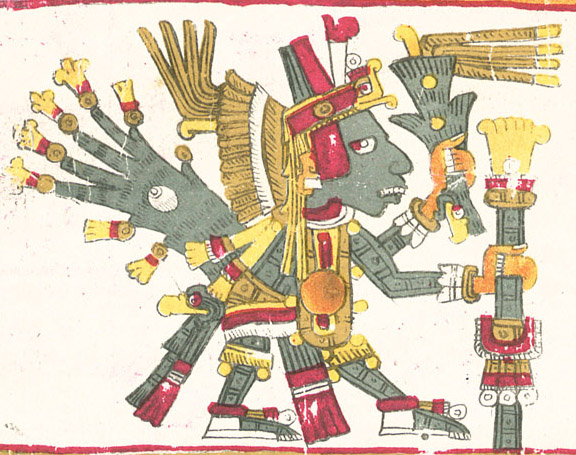
Yacatecuhtli

In de Azteekse mythologie was Yacatecuhtli of Yiacatecuhtli de beschermheilige van handelaren en reizigers, met name reizende handelaren. In het Nahuatl betekent Yacatecuhtli: Heer met de spitse neus.  Zijn symbool was een bundel staven.